# Sœurs de Notre Dame du Mont Carmel de Lacombe
Les Sœurs de Notre Dame du Mont Carmel de Lacombe forment une congrégation religieuse féminine enseignante et sociale de droit pontifical.

## Histoire
En 1824, Athénais Haincque et Pauline Bazire fondent à Tours la congrégation des Filles de Notre-Dame du Mont Carmel pour le soin des malades et l'enseignement des enfants. À la suite des Trois Glorieuses, le père Boutelou (1784-1885), directeur spirituel de la congrégation, est soupçonné d'être contre-révolutionnaire. Il trouve refuge aux États-Unis, où Léon-Raymond de Neckère, évêque de la Nouvelle-Orléans, l'accueille dans la paroisse de l'Assomption,.
Une fois installé, le Père Boutelou, en accord avec son nouvel évêque, invite les sœurs pour exercer leur ministère parmi les francophones. Sœur Thérèse Chevrel, accompagnée de sœur Saint Augustin Clerc, arrivent à la Nouvelle-Orléans le 2 novembre 1833. En 1838, Antoine Blanc, nouvel évêque de la Nouvelle-Orléans, leur confie la direction d'une école pour jeunes filles noires « libres »dans un quartier de la Nouvelle-Orléans et reconnaît la congrégation qui devient de droit diocésain.
L'institut est agrégé aux Grands Carmes le 28 mai 1930 et reçoit le décret de louange en 1957.

## Activités et diffusion
Les sœurs se consacrent à l'enseignement et aux œuvres sociales.
Elles sont présentes aux États-Unis, aux Philippines et au Timor oriental.
La maison-mère est à Lacombe
En 2017, la congrégation comptait 74 sœurs dans 23 maisons.